# Gobemouche à face rousse
Anthipes solitaris
Espèce
Statut de conservation UICN

LC : Préoccupation mineure
Le Gobemouche à face rousse (Anthipes solitaris) est une espèce d'oiseaux de la famille des Muscicapidae. Cette espèce vit en Asie du Sud-Est, en Indochine, dans la péninsule Malaise et sur l'île de Sumatra.

## Distribution
Ce taxon se rencontre en Birmanie, en Indonésie, au Laos, en Malaisie, en Thaïlande et au Viêt Nam.

## Liste des sous-espèces
Selon GBIF (1er juin 2023) :
- Anthipes solitaris malayana (Sharpe, 1888)
- Anthipes solitaris solitaris (Müller, 1836)
- Anthipes solitaris submoniliger Hume, 1877

## Systématique
Le nom valide complet (avec auteur) de ce taxon est Anthipes solitaris (S.Muller, 1836).
L'espèce a été initialement classée dans le genre Muscicapa sous le protonyme Muscicapa solitaris S.Muller, 1836
Ce taxon porte en français le nom vernaculaire ou normalisé suivant : Gobemouche à face rousse.
Anthipes solitaris a pour synonymes :
- Muscicapa solitaris S.Muller, 1836
- Ficedula solitaris (S.Muller, 1836)